# 10 Color Singles
Albums de High and Mighty Color
San
(2007) Rock Pit
(2008)
Compilations par High and Mighty Color
BEEEEEEST
(2008)
10 Color Singles est la 1re compilation de High and Mighty Color, sorti au Japon le 26 décembre 2007 sous SME Records.

## Présentation
Il atteint la 34e place du classement de l'Oricon et reste classé pendant 6 semaines, pour un total de 18 973 exemplaires vendus. Il contient les 10 premiers singles du groupe, plus une nouvelle version de Ichirin no Hana, et le clip de Mushroom.

## Liste des titres
| 1.  | Pride                                                | 4:19 |
| 2.  | Over                                                 | 4:04 |
| 3.  | Run☆Run☆Run                                          | 4:22 |
| 4.  | Days                                                 | 4:04 |
| 5.  | Style ~get glory in this hand~                       | 4:16 |
| 6.  | Ichirin no Hana (一輪の花)                           | 3:42 |
| 7.  | Dive into Yourself                                   | 3:51 |
| 8.  | Enrai ~Tooku ni Aru Akari~ (遠雷 ~遠くにある明かり~) | 4:25 |
| 9.  | Tadoritsuku Basho (辿り着く場所)                     | 5:13 |
| 10. | Oxalis (オキザリス)                                  | 4:30 |
| 11. | Dreams                                               | 5:26 |
| 12. | Ichirin no Hana (Studio Live Version) (一輪の花)     | 4:21 |

| 1.  | Pride                                                |  |
| 2.  | Over                                                 |  |
| 3.  | Run☆Run☆Run                                          |  |
| 4.  | Days                                                 |  |
| 5.  | Style ~get glory in this hand~                       |  |
| 6.  | Ichirin no Hana (一輪の花)                           |  |
| 7.  | Dive into Yourself                                   |  |
| 8.  | Enrai ~Tooku ni Aru Akari~ (遠雷 ~遠くにある明かり~) |  |
| 9.  | Tadoritsuku Basho (辿り着く場所)                     |  |
| 10. | Oxalis (オキザリス)                                  |  |
| 11. | Dreams                                               |  |
| 12. | Mushroom                                             |  |